# Puerto de La Restinga
El puerto de La Restinga se encuentra en la isla de El Hierro (Canarias, España). Está localizado en el núcleo poblacional de La Restinga, perteneciente al municipio de El Pinar, situado en el sur de la isla.
La Restinga ha sido tradicionalmente un puerto pesquero que en la actualidad ofrece también servicios a las embarcaciones de recreo.
No es el puerto más importante de la isla ya que el Puerto de La Estaca es el principal receptor de mercancías, así como de los turistas que llegan desde las islas de La Gomera o Tenerife.
Debido a la claridad de sus aguas y el ecosistema marino de la zona, el puerto de La Restinga es utilizado para la práctica de submarinismo y, desde 1995, viene realizándose una competición anual de fotografías submarinas.
- Datos: Q6092324
- Multimedia: Puerto de La Restinga / Q6092324